# Himantura fluviatilis
Himantura fluviatilis és una espècie de peix pertanyent a la família dels dasiàtids.
Pot arribar a fer fins a 100 cm de llargària màxima. És ovovivípar. És un peix d'aigua dolça, salabrosa i marina; potamòdrom; demersal i de clima tropical, que viu als rius i, també, en les badies poc fondes i estuaris de la badia de Bengala Bangladesh i l'Índia. És amenaçat per la contaminació, la degradació del seu hàbitat i la sobrepesca.
És inofensiu per als humans.